# Steinhausen (Templin)
Steinhausen war ein Vorwerk etwa auf der Hälfte des Weges von Klosterwalde nach Herzfelde, beide Orte sind Ortsteile der Stadt Templin im Landkreis Uckermark (Brandenburg). Das Vorwerk Steinhausen wurde um/vor 1852 neu aufgebaut und 1852 offiziell benannt. Die Gutsgebäude wurden zu einem bisher unbestimmten Zeitpunkt nach 1960 abgerissen.

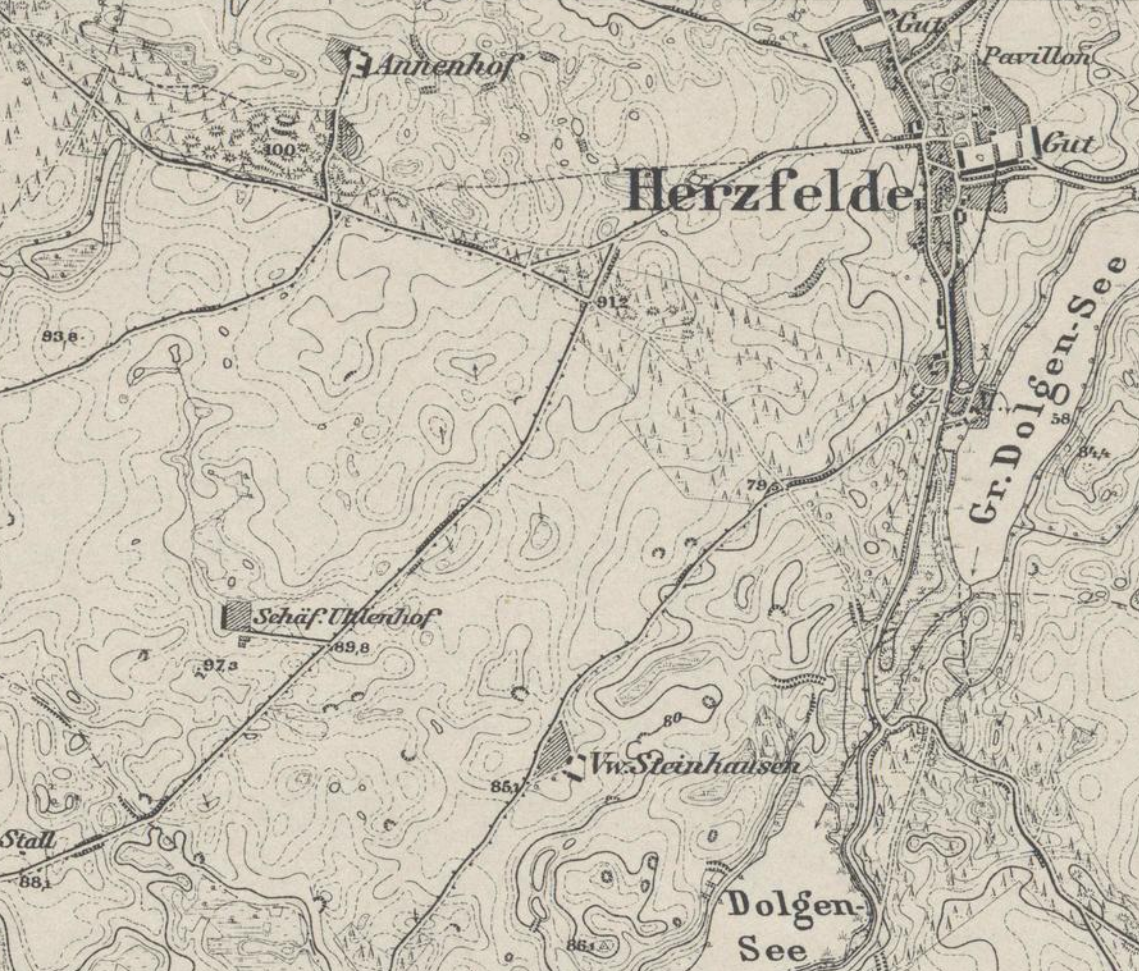
Herzfelde mit den Vorwerken Annenhof, Uhlenhof und Steinhausen

## Lage
Steinhausen lag etwa auf der Hälfte des Feldweges, der östlich und annähernd parallel zur K 7326 von Klosterwalde nach Herzfelde führt, knapp 700 Meter westlich vom Großen Dolgensee. Das Gehöft gehörte zur Gemarkung von Herzfelde.

## Geschichte
1852 oder kurz davor wurde das Vorwerk Steinhausen errichtet und zum 1. Oktober 1852 offiziell benannt. Leider wird in der kurzen Notiz kein Besitzer oder Pächter genannt. Es gehörte zum Gutsbezirk Herzfelde, bildete also keinen eigenständigen Gutsbezirk, und somit kann man als Besitzer von Steinhausen den Besitzer des Rittergutes in Herzfelde annehmen. Das Rittergut Herzfelde gehörte zu diesem Zeitpunkt bereits Hermann Hoth aus Mecklenburg-Strelitz. Das Vorwerk Steinhausen hatte damals eine Feuerstelle (Wohnhaus) und 16 Einwohner. Die Wirtschaftsfläche betrug 878 Morgen. 1858 wurde das Rittergut Herzfelde von dem Leutnant Robert August Ferdinand Lindenberg erworben. Er war 1865 Schiedsmann im Kreis Templin.
1860 bestand das Vorwerk Steinhausen aus einem Wohngebäude und drei Wirtschaftsgebäuden. 1867 wohnten im Vorwerk 10 Menschen. In den Handbüchern des Grundbesitzes im Deutschen Reiche (1885, 1896, 1803, 1910, 1921) und den Landwirtschaftlichen Adreßbüchern der Rittergüter, Güter und Höfe der Provinz Brandenburg (1907, 1914, 1923, 1929) wird das Vorwerk Steinhausen nicht separat vom Rittergut in Herzfelde aufgeführt, sondern ist unter Herzfelde Rittergut subsumiert. Es gab im Dorf Herzfelde zudem noch ein weiteres, größeres Gut, das aber zum Gemeindebezirk gehörte. Es wird in den obigen Werken als Herzfelde Gut bezeichnet. 1885 war Robert August Ferdinand Lindenberg gestorben, als Besitzerin der Rittergutes Herzfelde ist die  verwitwete Frau Ernestine Lindenberg eingetragen. Das Rittergut hatte sich auf Milchwirtschaft und Zuchtschäferei spezialisiert. 1896 ist als Besitzer nur Lindenberg vermerkt. Vermutlich handelt es sich um den Sohn des obigen Robert Lindenberg; 1903 und 1907 ist er dann Otto Lindenberg genannt.
Zum 1. Juli 1907 hatte der Berliner Kommerzienrat Max Francke (auch Franke geschrieben) das Rittergut Herzfelde gekauft. Schon 1908 begann er mit dem Bau des Schlosses in Herzfelde, das bis 1911 fertig gestellt war. Bis 1914 hatte er auch die zwei Vorwerke Annenhof und Uhlenhof hinzu gekauft.
Mit der Bildung der Amtsbezirke 1874 wurde das Rittergut Herzfelde mit Steinhausen dem Amtsbezirk Nr. 10 Petznick (Klosterwalde mit Paulinenhof, Rieckshof, Sydowshof, Jakobshagen, Collinshof, Egarsee, Kirchenfelde, Stabeshöhe, Herzfelde, Steinhausen, Kreuzkrug, Petznick, Henkinshain und Wiedebusch) zugewiesen. Amtsvorsteher war der Kreisdeputierte von Arnim auf Petznick, sein Stellvertreter der Rittergutsbesitzer Lindenberg auf Herzfelde.
1928 wurde der Gutsbezirk Herzfelde mit der Gemeinde Herzfelde vereinigt. 1931 und auch noch 1967 wurde Steinhausen als Wohnplatz von Herzfelde geführt. Der Zeitpunkt, wann die Hofgebäude abgebrochen wurden, ließ sich bisher noch nicht ermitteln.
In der Bodenreform von 1946 wurden alle Güter enteignet und aufgeteilt.